# Михайленко, Дмитрий Юрьевич
Дми́трий Ю́рьевич Михайле́нко (31 марта 1986, Славянск-на-Кубани) — российский боксёр-профессионал, с 2009 года выступает на профессиональном уровне в полусредней и первой средней весовых категориях, мастер спорта. Обладатель титулов чемпиона Европы по версии WBO, чемпиона по версии WBA-NABA, временного чемпиона по версии WBC Silver (2016—2017).

## Биография
Дмитрий Михайленко родился 31 марта 1986 года в городе Славянск-на-Кубани, Краснодарский край. Когда ему было два года, отец погиб, жил с матерью и двумя сёстрами. В детстве занимался борьбой, бегом, волейболом, баскетболом, однако в возрасте одиннадцати лет сделал выбор в пользу бокса, с четырнадцати лет проходил подготовку под руководством заслуженного тренера Николая Геннадьевича Лопатина.
В 2004 году выиграл первенство России среди вооружённых сил и выполнил тем самым норматив мастера спорта, в 2005-м стал бронзовым призёром всероссийского зимнего чемпионата «Олимпийские надежды». В течение нескольких лет проживал в Тюмени, где учился в Тюменском государственном нефтегазовом университете и выступал за Российский студенческий спортивный союз. В 2006 году одержал победу на чемпионате России среди студентов, стал чемпионом Уральского федерального округа и «Олимпийских надежд», завоевал серебряную медаль на студенческом чемпионате мира в Алма-Ате. Год спустя вновь был чемпионом России среди студентов в полусреднем весе. Всего в любительском олимпийском боксе провёл 311 боёв, в том числе 264 окончил победой.
Летом 2009 года Михайленко заключил контракт с промоутером Алексеем Титовым и дебютировал на профессиональном уровне — в дебютном поединке по очкам победил волгоградца Ивана Коберкона. В течение трёх последующих лет провёл множество удачных боёв, во всех случаях был победителем, а в апреле 2012 года получил возможность оспорить вакантный титул чемпиона Европы в полусредней весовой категории по версии Всемирной боксёрской организации. Бой против претендента из Узбекистана Шерзодбека Алимжанова продлился все двенадцать раундов, при этом все судьи единогласно отдали победу Михайленко. Защитить выигранный чемпионский пояс он, тем не менее, не смог из-за полученной травмы руки — на восстановление ушло больше года.
В 2014 году, одержав ещё несколько побед в России, Дмитрий Михайленко дебютировал на рингах США — на вечерах бокса компании Main Events по очкам победил Сечью Пауэлла и досрочно Рональда Круса. Имеет в послужном списке восемнадцать побед в восемнадцати боях, в том числе семь нокаутов. Постоянно проживает в Геленджике.

## Статистика профессиональных боёв
В таблице перечислены результаты всех поединков боксёров.
В каждой строке указан результат поединка. Дополнительно номер поединка обозначен цветом, который обозначает итог поединка. Расшифровка обозначений и цветов представлена в нижеследующей таблице.
| Пример | Расшифровка                     |
| ------ | ------------------------------- |
|        | Победа                          |
|        | Ничья                           |
|        | Поражение                       |
|        | Планируемый поединок            |
|        | Поединок признан несостоявшимся |
| КО     | Нокаут                          |
| ТКО    | Технический нокаут              |
| PTS    | Решение судей (по очкам)        |
| UD     | Единогласное решение судей      |
| MD     | Решение большинства судей       |
| SD     | Раздельное решение судей        |
| RTD    | Отказ от продолжения боя        |
| DQ     | Дисквалификация                 |
| NC     | Поединок признан несостоявшимся |

| 33 | 17 декабря 2021  | Альберт Хамхоев (7-0)              | Дворец спорта им. Высоцкого, Самара, Россия       | TKO4 (8)   |                                                                       |
| 32 | 8 ноября 2021    | Гор Хачатрян (3-0)                 | Академия единоборств, Москва, Россия              | RTD3 (10)  | Бой за вакантный титул чемпиона WBC Asian Boxing Council Continental. |
| 31 | 24 декабря 2020  | Валерий Оганисян (3-0)             | ДС Крылья Советов, Москва, Россия                 | RTD6 (10)  | Бой за вакантный титул чемпиона России.                               |
| 30 | 7 ноября 2020    | Магомед Курбанов (20-0)            | Академия единоборств РМК, Екатеринбург, Россия    | TKO2 (10)  |                                                                       |
| 29 | 28 декабря 2019  | Дилан Шара (19-0-1)                | Palais des Sports, Марсель, Франция               | TKO8 (10)  |                                                                       |
| 28 | 28 сентября 2019 | Сулейман Сиссоко (10-0)            | H Arena, Нант, Франция                            | UD10 (10)  |                                                                       |
| 27 | 27 октября 2018  | Александр Иванов (15-4-0)          | Триумф, Люберцы, Россия                           | UD10 (10)  |                                                                       |
| 26 | 4 мая 2018       | Александр Шаронов (9-2-2)          | Академия единоборств РМК, Екатеринбург, Россия    | UD10 (10)  |                                                                       |
| 25 | 10 февраля 2018  | Ислам Думанов (7-1-0)              | ДИВС, Екатеринбург, Россия                        | SD10 (10)  |                                                                       |
| 24 | 9 июля 2017      | Кудратилло Абдукахоров (11-0-0)    | ДИВС, Екатеринбург, Россия                        | UD12 (12)  | Бой за титул чемпиона WBC Silver.                                     |
| 23 | 18 ноября 2016   | Брейдис Прескотт (30-8-0)          | ДИВС, Екатеринбург, Россия                        | TKO7 (12)  | Бой за титул временного чемпиона WBC Silver.                          |
| 22 | 6 мая 2016       | Чарльз Маньючи (17-2-1)            | ДИВС, Екатеринбург, Россия                        | UD (12)    | Бой за вакантный титул WBC Silver.                                    |
| 21 | 30 января 2016   | Карим Мэйфилд (19-2-1)             | Белл-центр, Монреаль, Канада                      | UD (10)    | Завоевал вакантный титул USBA.                                        |
| 20 | 8 августа 2015   | Йохан Перес (20-2-1)               | Индио, Калифорния, США                            | TKO 8 (12) | Завоевал титул чемпиона WBA-NABA.                                     |
| 19 | 14 марта 2015    | Фелипе де ла Пас Теньенте (15-3-2) | Белл-центр, Монреаль, Канада                      | RTD5 (10)  |                                                                       |
| 18 | 8 ноября 2014    | Рональд Крус (20-4-0)              | Sands Casino Resort, Бетлехем, США                | RTD8 (10)  |                                                                       |
| 17 | 2 августа 2014   | Сечью Пауэлл (26-5-0)              | Revel Resort, Атлантик-Сити, США                  | UD8 (8)    |                                                                       |
| 16 | 15 февраля 2014  | Карен Аветисян (8-6-1)             | Гостиница «Рингс», Екатеринбург, Россия           | UD10 (10)  |                                                                       |
| 15 | 30 ноября 2013   | Богдан Процишин (7-7-0)            | Гостиница «Рингс», Екатеринбург, Россия           | TKO3 (10)  |                                                                       |
| 14 | 30 апреля 2012   | Шерзодбек Алимжанов (20-1-0)       | Клуб Milk, Москва, Россия                         | UD12 (12)  | Бой за вакантный титул WBO European                                   |
| 13 | 5 декабря 2011   | Шерали Мамадалиев (14-1-0)         | Дворец игровых видов спорта, Екатеринбург, Россия | UD8 (8)    |                                                                       |
| 12 | 2 июля 2011      | Фариз Казимов (12-1-1)             | Пещера, Тюмень, Россия                            | TKO7 (12)  |                                                                       |
| 11 | 26 марта 2011    | Вадим Суфьянов (6-12-1)            | Дворец игровых видов спорта, Екатеринбург, Россия | KO2 (6)    |                                                                       |
| 10 | 26 февраля 2011  | Алексей Глухов (3-0-0)             | Клуб «Империя», Нефтеюганск, Россия               | TKO8 (10)  |                                                                       |
| 9  | 10 декабря 2010  | Альберт Валеев (9-3-0)             | Цирк, Тюмень, Россия                              | UD8 (8)    |                                                                       |
| 8  | 16 октября 2010  | Вадим Пешехонов (1-4-0)            | ТРЦ «Алатырь», Екатеринбург, Россия               | TKO1 (6)   | Бой за титул чемпиона Урала и Сибири                                  |
| 7  | 3 сентября 2010  | Алексей Мартынов (2-0-1)           | ДС «Юбилейный», Югорск, Россия                    | UD6 (6)    |                                                                       |
| 6  | 27 мая 2010      | Тимур Гимаев (9-2-1)               | СК «Центральный», Тюмень, Россия                  | MD4 (4)    |                                                                       |
| 5  | 15 мая 2010      | Дмитрий Лавриненко (1-0-0)         | КЗ «Югорский», Кабардинка, Россия                 | UD4 (4)    | Лавриненко в нокдауне в третьем раунде                                |
| 4  | 25 февраля 2010  | Евгений Вениаминов (7-5-1)         | Казино «Водолей», Екатеринбург, Россия            | TKO3 (6)   |                                                                       |
| 3  | 19 декабря 2009  | Вячеслав Яковенко (7-8-1)          | Дворец игровых видов спорта, Екатеринбург, Россия | UD4 (4)    | Яковенко в нокдауне в первом раунде                                   |
| 2  | 24 октября 2009  | Кирилл Артемьев (1-15-0)           | Свердловская киностудия, Екатеринбург, Россия     | UD4 (4)    | Артемьев дважды в нокдауне в первом раунде                            |
| 1  | 9 июля 2009      | Иван Каберкон (2-1-0)              | Казино «Водолей», Екатеринбург, Россия            | UD4 (4)    | Профессиональный дебют Дмитрия Михайленко.                            |